# Lille 2004
Lille 2004 is een cultureel project geleid door de gemeente Rijsel naar aanleiding van haar benoeming, samen met Genua, tot Culturele hoofdstad van Europa in 2004.
In het begin was Rijsel kandidaat voor de Olympische Spelen van 2004. Toen de stad zich hier niet voor kwalificeerde werd er besloten dat men het enthousiasme omtrent deze kandidatuur niet wilde verliezen. Er moest dus een evenement worden gevonden dat eveneens het imago van de stad ten goede zou komen. Dit werd het project "Lille 2004".

## Het verloop van Lille 2004
De officiële opening van "Lille 2004" vond plaats op 6 december 2003 met het "witte bal" (de deelnemers werden gevraagd om zich in het wit te kleden). Dit was een onverwacht succes: bijna 500.000 mensen namen hier aan deel. Gedurende het hele jaar vonden culturele evenementen plaats, voornamelijk in de maisons folie, waar men concerten en exposities kon bezoeken. Veel stichtingen kregen hier hoge subsidies voor.
Volgens schattingen van de organisatie hebben 193 gemeenten uit de regio deelgenomen aan "Lille 2004", werden er meer dan 2500 culturele evenementen, feesten en exposities georganiseerd (waarvan 60% in de metropool van Rijsel), namen er 17.000 artiesten deel en werd het culturele evenement door meer dan negen miljoen mensen bezocht.

## Deelnemende gebouwen

### Tri Postal
Tri Postal is een oud postsorteercentrum vlak bij het station Lille Flandres. Naar aanleiding van "Lille 2004" werd dit gebouw gerenoveerd en getransformeerd tot een plaats voor exposities en voorstellingen.

### Maisons folie
De maisons folie zijn oude fabrieken of plaatsen die tot het architectonische erfgoed behoren en die in het kader van "Lille 2004" werden getransformeerd in plekken voor artistieke creaties. Er zijn in totaal twaalf maisons folie, niet alleen in de metropool van Rijsel maar ook in de regio en in België:
- L'Hôtel de Guines, Arras, Frankrijk
- Le Colysée, Lambersart, Frankrijk
- Maison folie de Moulins, Rijsel, Frankrijk
- Maison folie de Wazemmes, Rijsel, Frankrijk
- La Porte de Mons, Maubeuge, Frankrijk
- Le Fort de Mons, Mons-en-Barœul, Frankrijk
- La Condition publique, Roubaix, Frankrijk
- L'Hospice d'Havré, Tourcoing, Frankrijk
- La Ferme d'en Haut, Villeneuve-d'Ascq, Frankrijk
- L'Île Buda, Kortrijk, België
- Les Arbalestriers, Bergen, België
- Choiseul, Doornik, België

## Culturele evenementen

### Metamorfoses

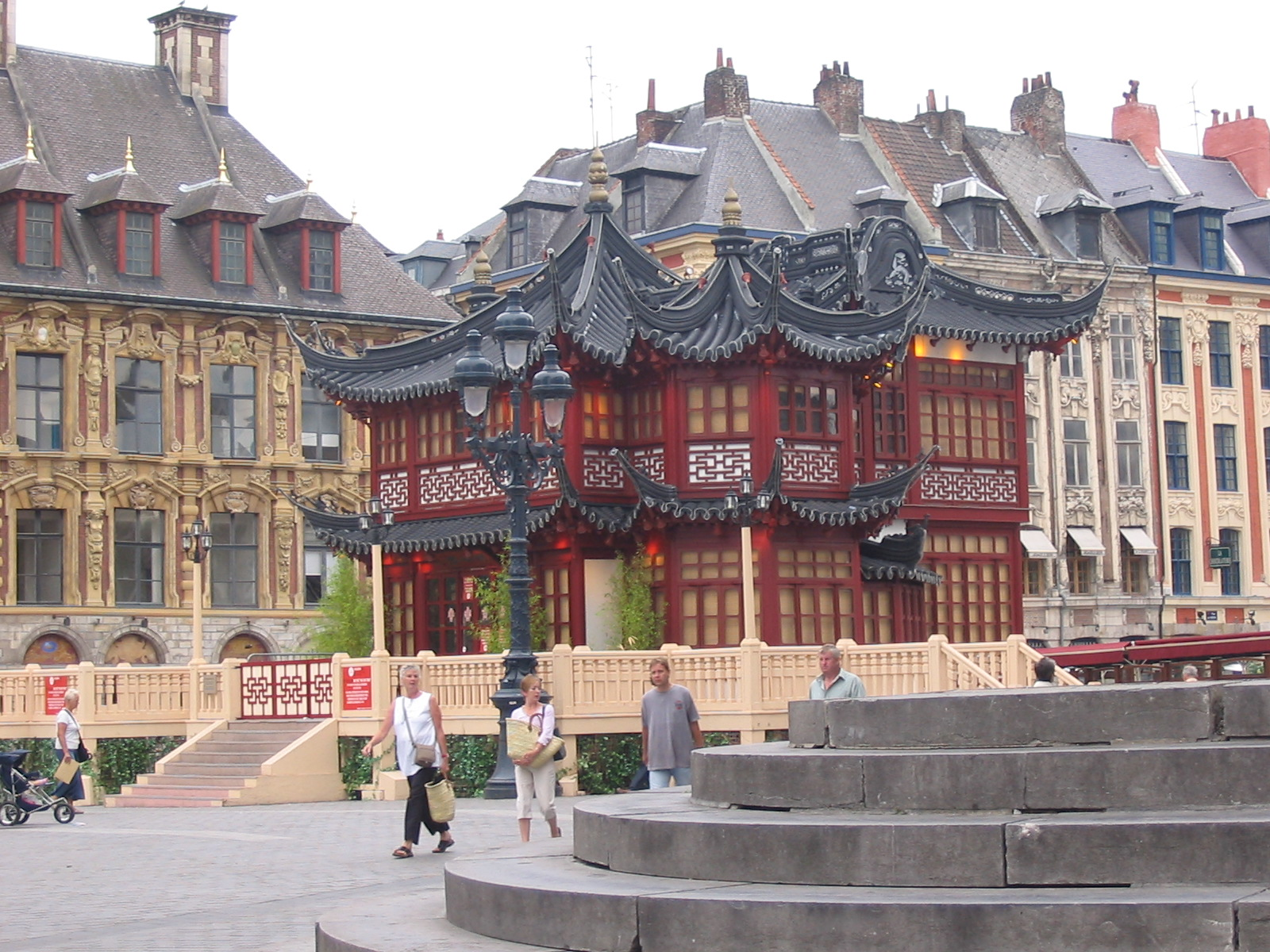
Het theepaviljoen tijdens de metamorfose "La Rambla de Shanghai".

Verscheide artiesten transformeerden en verlichtten in de stad een plaats, een straat, een plein of een monument.
- Le Chemin des Étoiles van Jean-Claude Mézières
- Chimech - une odyssée mécanique van het Duitse Dead Chickens
- La Rambla de Shanghai et le pavillon du thé
- La Forêt suspendue van Lucie Lom
- Ephemera van Bambucco

### Exposities
- Rubens, Museum voor Schone Kunsten, van 6 maart t/m 14 juni 2004
- Watteau et la fête galante, Musée des Beaux-Arts de Valenciennes, van 5 maart t/m 14 juni 2004

### Les Mondes Parallèles
Les Mondes Parallèles waren thematische weekenden waar internationale creaties door middel van steden of landen aan het publiek werden getoond, met als doel het ontdekken van verschillende culturen:
- China
- Montréal
- Polen
- Jamaica
- Japan
- Caïro
- Marrakech

### Feesten
- Het witte bal
- De fallas
- Reuzen: een grote verzameling en een optocht van reuzen uit de hele wereld.

## Gevolgen
Om het enthousiasme van Lille 2004 te behouden, werd het project "Lille 3000" opgezet. De aftrap van dit project was op 14 oktober 2006.